# Мейнут

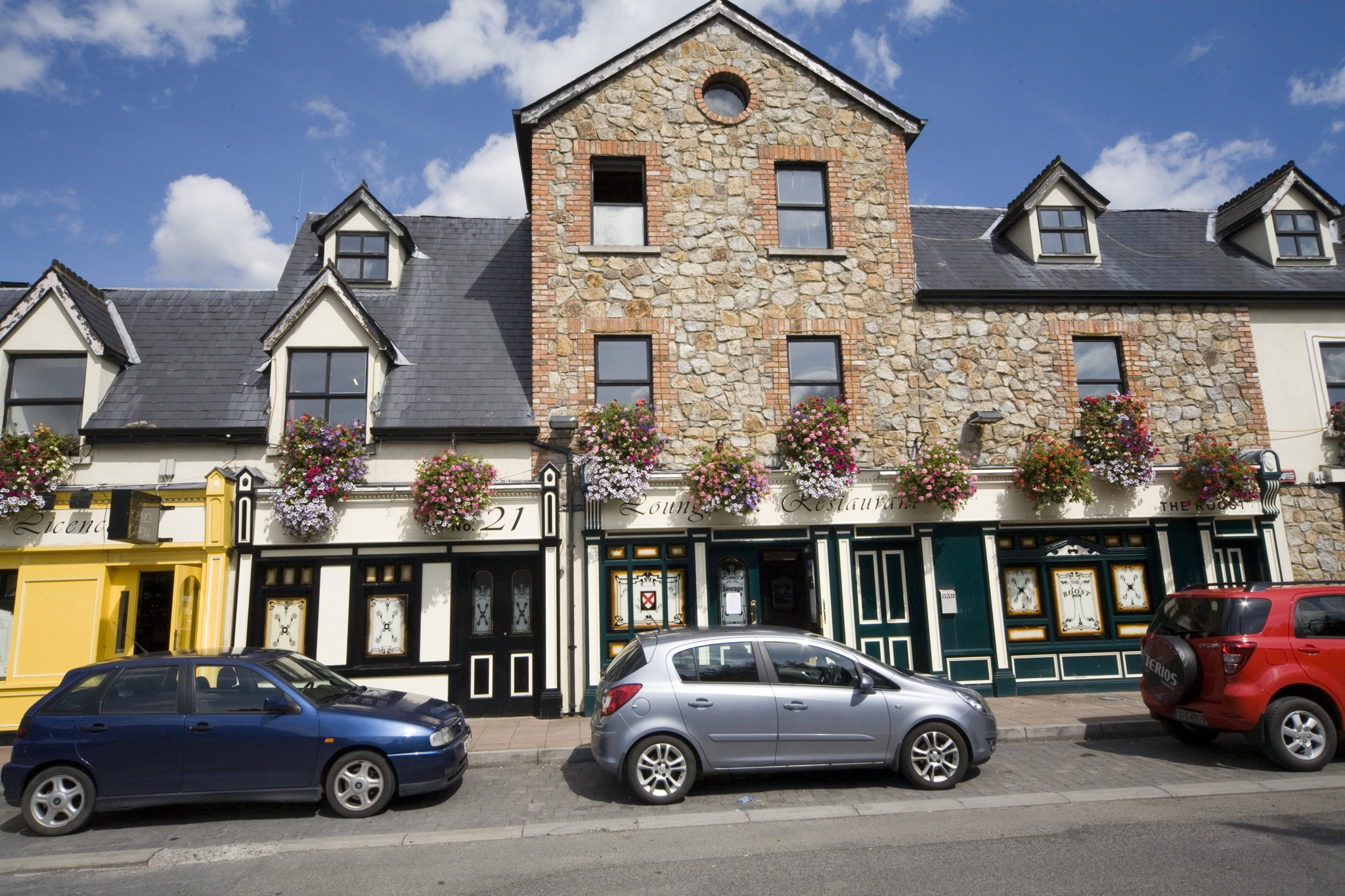

Мейнут (англ. Maynooth; ирл. Maigh Nuad) — (переписной) посёлок в Ирландии, находится в графстве Килдэр (провинция Ленстер) у трассы R148.
В Мейнуте расположен Ирландский национальный университет.

## Демография
Население — 10 715 человек (по переписи 2006 года). В 2002 году население составляло 10 151 человек.
Данные переписи 2006 года:
| Общие демографические показатели |               |                               |                               |      |      |
| Всё население                    | Всё население | Изменения населения 2002—2006 | Изменения населения 2002—2006 | 2006 | 2006 |
| 2002                             | 2006          | чел.                          | %                             | муж. | жен. |
| 10 151                           | 10 715        | 564                           | 5,6                           | 5413 | 5302 |

В нижеприводимых таблицах сумма всех ответов (столбец «сумма»), как правило, меньше общего населения населённого пункта (столбец «2006»).
| Религия (Тема 2 — 5 : Число людей по религиям, 2006) |             |                |             |            |        |        |
| Католики, чел.                                       | Католики, % | Другая религия | Без религии | не указано | сумма  | 2006   |
| 8877                                                 | 82,8        | 892            | 824         | 122        | 10 715 | 10 715 |

| Этно-расовый состав (Этничность. Тема 2 — 3 : Постоянное население по этническому или культурному происхождению, 2006) |            |              |       |        |        |            |        |        |
| Белые ирландцы | Лухт-шулта | Другие белые | Негры | Азиаты | Другие | Не указано | сумма  | 2006   |
| 8829 | 14         | 942          | 153   | 209    | 170    | 114        | 10 431 | 10 715 |
| Доля от всех отвечавших на вопрос, %                                                                                   |            |              |       |        |        |            |        |        |
| 84,6 | 0,1        | 9,0          | 1,5   | 2,0    | 1,6    | 1,1        | 100    | 97,31  |

1 — доля отвечавших на вопрос о языке от всего населения.
| Владение ирландским языком (Тема 3 — 1 : Число людей от 3 лет и старше по способности говорить по-ирландски, 2006) |      |            |        |        |
| Владеете ли Вы ирландским языком?                                                                                  |      |            |        |        |
| Да | Нет  | Не указано | сумма  | 2006   |
| 5154 | 5012 | 156        | 10 322 | 10 715 |
| Доля от всех отвечавших на вопрос о языке, %                                                                       |      |            |        |        |
| 49,9 | 48,6 | 1,5        | 100    | 96,31  |

1 — доля отвечавших на вопрос о языке от всего населения.
| Использование ирландского языка (Тема 3 — 2 : Говорящие по-ирландски от 3 лет и старше по частоте использования ирландского языка, 2006) |                                                            |                                               |                                               |                                               |                                               |                                               |       |                                     |        |
| Как часто и где Вы говорите по-ирландски?                                                                                                |                                                            |                                               |                                               |                                               |                                               |                                               |       |                                     |        |
| ежедневно, только в образовательных учреждениях                                                                                          | ежедневно, как в образовательных учреждениях, так и вне их | в других местах (вне образовательной системы) | в других местах (вне образовательной системы) | в других местах (вне образовательной системы) | в других местах (вне образовательной системы) | в других местах (вне образовательной системы) | сумма | всего, отвечавших на вопрос о языке | 2006   |
| ежедневно, только в образовательных учреждениях                                                                                          | ежедневно, как в образовательных учреждениях, так и вне их | ежедневно                                     | каждую неделю                                 | реже                                          | никогда                                       | не указано                                    | сумма | всего, отвечавших на вопрос о языке | 2006   |
| 1169 | 224                                                        | 221                                           | 394                                           | 1825                                          | 1272                                          | 49                                            | 5154  | 10 322                              | 10 715 |
| Доля от всех отвечавших на вопрос о языке, %                                                                                             |                                                            |                                               |                                               |                                               |                                               |                                               |       |                                     |        |
| 11,3 | 2,2                                                        | 2,1                                           | 3,8                                           | 17,7                                          | 12,3                                          | 0,5                                           | 49,9  | 100                                 |        |

| Типы частных жилищ (Тема 6 — 1(a) : Число частных домовладений по типу размещения, 2006) |          |         |                 |            |       |        |
| Отдельный дом                                                                            | Квартира | Комната | Переносные дома | не указано | сумма | 2006   |
| 2929                                                                                     | 449      | 14      | 2               | 53         | 3447  | 10 715 |